# Christoph Ulf
Christoph Ulf (* 5. Januar 1949 in Innsbruck) ist ein österreichischer Althistoriker.
Christoph Ulf studierte Geschichte, Deutsche Philologie, Kunstgeschichte und Philosophie an der Universität Innsbruck. Im Jahr 1975 machte er seine Lehramtsprüfung in den Fächern Deutsch und Geschichte. Anschließend lehrte er von 1975 bis 1978 im Schuldienst. Ulf wurde 1978 promoviert im Fach Alte Geschichte über das Thema Lupercalienritus in der Sicht der Vergleichenden Geschichtswissenschaft. Es folgten Assistenzstellen an der Universität Graz (1978–1983) und an der Universität Innsbruck (1983–1988). Er war Forschungsstipendiat der Alexander-von-Humboldt-Stiftung an der Universität München (1983/84) und 2005 Visiting Scholar am Clare Hall College in Cambridge. Er habilitierte sich 1988 in Alter Geschichte an der Universität Innsbruck mit einer Arbeit über die homerische Gesellschaft und wurde dort im selben Jahr zum außerordentlichen Professor (Associate Professor) ernannt. In den Jahren 1989/90 und 1996 war Ulf Gastprofessor an der Universität Graz.
Einen Ruf an die Universität Klagenfurt lehnte er 1998 ab. Von 2002 bis 2014 war er ordentlicher Professor für Alte Geschichte, 2015 mit der Spezifizierung „Formierung und Etablierung sozio-politischer Systeme in der Griechisch-Römischen Antike“ an der Universität Innsbruck. Er war Dekan der Philosophisch-Historischen Fakultät, von 2007 bis 2011 wissenschaftlicher Beirat des Zentrums für Archäologie und Altertumswissenschaft der Österreichischen Akademie der Wissenschaften. Von 2010 bis 2013 war er Leiter der Forschungsplattform „Cultural Encounters and Transfers“, von 2013 bis 2015 Leiter des Forschungsschwerpunktes „Kulturelle Begegnungen - Kulturelle Konflikte“ an der Universität Innsbruck.
Zu seinen Forschungsschwerpunkten zählen die Gesellschaftsgeschichte des archaischen Griechenlands, antiker Sport und Gesellschaft sowie die Gender Studies.

## Schriften (Auswahl)
Monografien
- mit Erich Kistler: Die Entstehung Griechenlands (= Oldenbourg Grundriss der Geschichte, Bd. 46), de Gruyter-Oldenbourg, Berlin/München 2019, ISBN 3-486-52991-9.
- Die homerische Gesellschaft. Materialien zur analytischen Beschreibung und historischen Lokalisierung (= Vestigia. Bd. 43). Beck, München 1990, ISBN 3-406-34409-7 (Zugleich: Innsbruck, Universität, Habilitations-Schrift, 1987).
- Das römische Lupercalienfest. Ein Modellfall für Methodenprobleme in der Altertumswissenschaft (= Impulse der Forschung. Bd. 38). Wissenschaftliche Buchgesellschaft, Darmstadt 1982, ISBN 3-534-08595-7.

Herausgeberschaften
- mit Robert Rollinger: Lag Troia in Kilikien? Der aktuelle Streit um Homers Ilias. Wissenschaftliche Buchgesellschaft, Darmstadt 2011, ISBN 978-3-534-23208-6.
- mit Werner Petermandl, Peter Mauritsch, Robert Rollinger, Irene Huber: Antike Lebenswelten. Wandel – Konstanz – Wirkungsmacht. Festschrift Ingomar Weiler zum 70. Geburtstag. Harrassowitz, Wiesbaden 2008, ISBN 978-3-447-05761-5.
- mit Doris Eibl, Lorelies Ortner, Ingo Schneider: Wasser und Raum. Beiträge zu einer Kulturtheorie des Wassers. V&R unipress Göttingen 2008, ISBN 978-3-89971-416-6.
- mit Robert Rollinger, Mitarbeit: Kordula Schnegg: Frauen und Geschlechter. Bilder – Rollen – Realitäten in den Texten antiker Autoren der römischen Kaiserzeit. Böhlau, Wien u. a. 2006, ISBN 3-205-77507-4
- mit Robert Rollinger: Griechische Archaik. Interne Entwicklungen – externe Impulse. Akademie-Verlag, Berlin 2004, ISBN 3-05-003681-8.
- Der neue Streit um Troia. Eine Bilanz. Beck, München 2003, ISBN 3-406-50998-3.
- mit Robert Rollinger: Geschlechter – Frauen – fremde Ethnien. In antiker Ethnographie, Theorie und Realität. Studien-Verlag, Innsbruck u. a. 2002, ISBN 3-7065-1543-1.
- mit Robert Rollinger: Geschlechterrollen und Frauenbild in der Perspektive antiker Autoren. Studien-Verlag, Innsbruck 2000, ISBN 3-7065-1409-5.
- Ideologie – Sport – Außenseiter. Aktuelle Aspekte einer Beschäftigung mit der antiken Gesellschaft (= Innsbrucker Beiträge zur Kulturwissenschaft. Sonderheft 108). Institut für Sprachwissenschaft, Innsbruck 2000, ISBN 3-85124-197-5.
- Wege zur Genese griechischer Identität. Die Bedeutung der früharchaischen Zeit. Akademie-Verlag, Berlin 1996, ISBN 3-05-002899-8.
- Griechische Antike und deutsche Geschichtswissenschaft in biographischen und bibliographischen Daten. Von der Französischen Revolution 1789 bis zum 2. Deutschen Kaiserreich 1871. Akademie-Verlag, Berlin 1995, ISBN 3-05-002540-9.